# Consociativismo

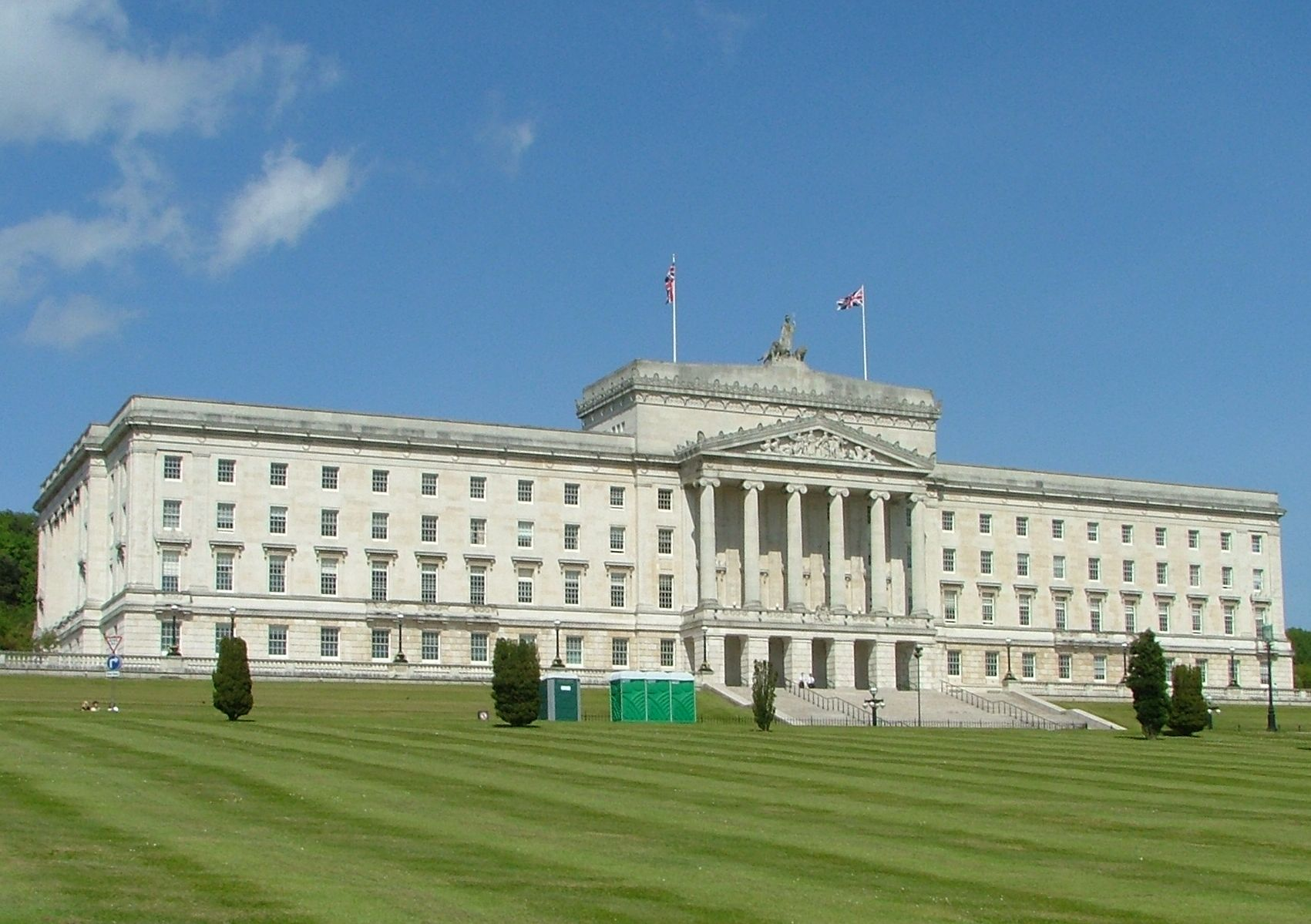
Desde el Acuerdo de Viernes Santo, el Palacio de Stormont es la sede de un gabinete gubernamental norirlandés que reúne a los nacionalistas con los unionistas, según un modelo consociativista.

El consociativismo o consociacionalismo es una forma de gobierno que toman los sistemas políticos democráticos en las sociedades profundamente divididas, cuando un reparto del poder político logra operarse entre las elites más allá de cualquier lógica de mayoría, a pesar de las divisiones religiosas, lingüísticas o étnicas que puedan existir entre los grupos socioculturales. De esta forma, las elites se aseguran una representación en el gobierno. 
Se percibe a veces al consociativismo como sinónimo de compartir el poder, aunque técnicamente solo es una forma de compartirlo. Muchas veces, se encuentran afinidades entre el consociativismo y el corporativismo; algunos lo consideran una forma de corporativismo y otros argumentan que el corporativismo económico está diseñado para regular los conflictos de clase, mientras que el consociativismo se desarrolla sobre la base de la reconciliación de la fragmentación social por motivos étnicos o religiosos.
Ejemplos clásicos de estado consociacional son India, Bélgica, los Países Bajos, Suiza y Bosnia-Herzegovina. Países como Sudán, China, Indonesia, Rusia, España o Estados Unidos, aunque se constituyen como mosaicos pluriculturales, están sometidos por un régimen central de mayoría relativa. Algunos países latinoamericanos, como México, Guatemala, Perú o Bolivia, son consociacionales en la medida que su diversidad cultural es representada democráticamente por sus respectivos sistemas políticos (véase Democracia).
Entre las principales características del estado consociacional, se hallan las siguientes:
- Integración de gabinetes de coalición, en que el poder ejecutivo y/o legislativo se comparte entre los partidos políticos.
- Equilibrio de fuerzas entre los poderes ejecutivo y legislativo.
- Gobiernos federales y descentralizados, donde se reconoce una independencia considerable para las minorías.
- Asimetría bicameral, en la que es muy difícil que un partido obtenga la mayoría en ambas cámaras. Normalmente la cámara baja representa los intereses regionales, mientras que la cámara alta representa los nacionales.
- Una constitución rígida, la cual prevenga cambios súbitos sin el consenso de las minorías.
- Revisionismo judicial, que permita a las minorías acudir a las cortes para revertir leyes que se consideren injustas o inadecuadas.
- Elementos de democracia directa, como el referendo o el consenso.
- Distribución proporcional del empleo dentro del sector público.
- Un jefe de Estado neutral, sea en un régimen monárquico con deberes ceremoniales, o en un régimen republicano en que el presidente o primer ministro sea portavoz de los intereses consensuados.
- Banco central independiente, en el cual los economistas y expertos en finanzas y administración pública, y no los políticos, definen las políticas monetarias.